# Water for Life
Water for Life – koncert francuskiego muzyka Jeana Michela Jarre’a. Spektakl odbył się w wiosce Merzouga w Maroku na Saharze.
- Miejsce: Merzouga, Maroko
- Data: 16 grudnia 2006

## Utwory
1. Intro Saturee
2. Suite For Flute
3. Oxygene 2
4. Miss Moon
5. Oxygene 7
6. Space Of Freedom (March 23)
7. Chronologie 6
8. Millions Of Stars
9. Oxygene 4
10. Education (Revolution, Revolutions version)
11. Gagarin (Hey Gagarin)
12. Light My Sky
13. Oxygene 12
14. Chronologie 2
15. C'est La Vie
16. Theremin Memories + Souvenir Of China
17. Unesco Theme (Eldorado)
18. Rendez-vous 4
19. Rendez-vous 2